# Путов, Николай Васильевич
Николай Васильевич Путов (1923—2007) — советский учёный-медик, хирург и пульмонолог, организатор здравоохранения и медицинской науки, доктор медицинских наук (1954), профессор (1961), полковник медицинской службы (1961). Член-корреспондент АМН СССР (1984).

## Биография
Родился 20 января 1923 года в городе Житомире Украинской ССР.
С 1940 по 1941 год обучался в Ленинградском кораблестроительном институте. С 1941 по 1946 год проходил обучение в Военно-медицинской академии имени С. М. Кирова. С 1946 по 1950 год обучался в адъюнктуре по кафедре госпитальной хирургии, ученик профессоров И. С. Колесников и С. С. Гирголав.
С 1950 года начал свою научно-педагогическую деятельность в Военно-медицинской академии имени С. М. Кирова: с 1950 по 1960 год — преподаватель, старший преподаватель и профессор, с 1960 по 1972 год — заместитель начальника кафедры госпитальной хирургии, в 1970 по 1972 год — начальник кафедры общей хирургии Военно-медицинской академии имени С. М. Кирова.
С 1972 по 1986 год — директор Всесоюзного НИИ пульмонологии МЗ СССР и одновременно являлся — заведующим кафедрой госпитальной хирургии Первого Ленинградского медицинского института имени академика И. П. Павлова.
В 1950 году Н. В. Путов защитил кандидатскую диссертацию на соискание учёной степени — кандидат медицинских наук по теме: «Реакция различных тканей на имплантацию полиметилметакрилата», в 1954 году — доктор медицинских наук по теме: «Лечение огнестрельных ранений мягких тканей с применением антибиотиков». В 1961 году Н. В. Путову было присвоено учёное звание — профессора. В 1961 году Приказом Министра обороны СССР ему было присвоено воинское звание — полковник медицинской службы. В 1984 года Н. В. Путов был избран — член-корреспондентом АМН СССР.
Основная научно-педагогическая деятельность Н. В. Путова была связана с вопросами в области хирургии сердца и лёгких, пульмонологической помощи населению, раневой и лёгочной патологии, изучению и разработки проблем неспецифических заболеваний лёгких. Н. В. Путов являлся почётным председателем и председателем Правления Пироговского общество, действительным членом Международного общества хирургов и членом Европейского респираторного общества, членом Президиума Правления Всесоюзного научного общества хирургов, заместителем председателя научного совета по туберкулёзу и пульмонологии АМН СССР, председателем Проблемной комиссии в области болезни органов дыхания МЗ СССР. Н. В. Путов является автором более 250 научных работ, в том числе десяти монографий, при его участии и руководстве были выполнены 44 докторские и кандидатские диссертации.
Скончался 26 июля 2007 года в Санкт-Петербурге.

## Основные труды
- Хронические перикардиты и их хирургическое лечение / И. С. Колесников, Н. В. Путов, А. Т. Гребенникова. — Москва : Медицина, 1964 г. — 227 с.
- Экономные резекции легких при туберкулезе / И. С. Колесников, Н. В. Путов, С. Н. Соколов. — Ленинград : Медицина. Ленингр. отд-ние, 1965 г. — 240 с.
- Актуальные вопросы пульмонологии: Материалы всесоюз. конф. / Ред. коллегия: проф. Н. В. Путов (отв. ред.) и др. — Ленинград : Всесоюз. науч.-исслед. ин-т пульмонологии, 1975 г. — 112 с.
- Кистозная гипоплазия легких / Н. В. Путов, Ю. Н. Левашов, А. Г. Бобков. — Кишинев : Штиинца, 1982 г. — 207 с.
- Хронический бронхит и легочное сердце / ВНИИ пульмонологии; Редкол.: Н. В. Путов (отв. ред.) и др. — Л. : ВНИИП, 1983 г. — 159 с.
- Диссеминированные процессы в легких / [Путов Н. В., Кокосов А. Н., Визнер Б. и др.]; под ред. Н. В. Путова. — Москва : Медицина, 1984 г. — 222 с.
- Проблемы пульмонологии / ВНИИ пульмонологии ; Под ред. Н. В. Путова : Ленингр. отд-ние. Вып. 9. — Л. : Медицина : Ленингр. отд-ние, 1985 г. — 415 с.
- Фиброзирующие альвеолиты / Н. В. Путов, М. М. Илькович. — Л. : Медицина : Ленингр. отд-ние, 1986 г. — 164 с.
- Пнопневмоторакс / Н. В. Путов, Ю. Н. Левашев, В. В. Коханенко. — Кишинев : Штиинца, 1988 г. — 225 с. — ISBN 5-376-00435-X
- Рак поджелудочной железы / Н. В. Путов, Н. Н. Артемьева, Н. Ю. Коханенко. — СПб.: Питер, 2005 г. — 396 с. — ISBN 5-94723-517-X

## Награды и премии
- Орден «За заслуги перед Отечеством» IV степени
- Орден Отечественной войны II степени
- Орден Дружбы народов
- Два Ордена Красной Звезды (27.12.1951, 30.12.1956)
- Медаль «За боевые заслуги» (19.11.1951)